# Wzgórze Partyzantów (Kotlina Jeleniogórska)
Wzgórze Partyzantów (niem. Fischer Berg, 412 lub 414 m n.p.m.) – wzniesienie w południowo-zachodniej Polsce, w Jeleniej Górze, w północnej części Kotliny Jeleniogórskiej, w północnej części Wzgórz Łomnickich.

## Położenie
Wzniesienie położone w północnej części Kotliny Jeleniogórskiej, na północnym skraju Wzgórz Łomnickich, około 600 m na południe od dworca kolejowego w Jeleniej Górze. Na północy łączy się z Kamienistą i Parkową, na południowym wschodzie z Paulinum, na południu ze Wzgórzem Wandy i na zachodzie ze Wzgórzem Generała Grota-Roweckiego.

## Opis
Wzgórze Partyzantów jest niezbyt wysokim wzniesieniem Wzgórz Łomnickich, w ich północnej części. Zbocza są dość strome, a wierzchołek rozległy, spłaszczony, częściowo splantowany, być może podcięty sztucznym wyrobiskiem.

## Budowa geologiczna
Wzniesienie zbudowane z granitów karkonoskich w odmianie porfirowatej, średnio- i gruboziarnistych, z wkładkami granitów szlirowatych, uformowane w wyniku ich selektywnego wietrzenia. Na szczycie i zboczach występują liczne, niewielkie granitowe skałki oraz liczne bloki. Na niektórych skałkach widoczne są ciekawe formy wietrzenia granitu.

## Roślinność i zagospodarowanie
Prawie całe wzniesienie pokrywają lasy i zagajniki, częściowo o charakterze parkowym, ale ze wszystkich stron wkracza zabudowa willowa Jeleniej Góry. Wzniesienie pokrywa gęsta sieć dróg i ścieżek.

## Turystyka
Wschodnimi zboczami Wzgórza Partyzantów, obok skałek, przechodzi szlak turystyczny:
- żółty – prowadzący od dworca w Jeleniej Górze do Sosnówki przez Czarne, Witoszę, Staniszów i Grodną.